# Кадири теке
Кадири теке или Кадири текия (на македонска литературна норма: Кадири теќе, Кадири текија) е теке, намиращо се в град Дебър, Република Македония. Сградата е обявена за важно културно наследство на Република Македония.
Текето е принадлежало на ордена Кадирия – един от най-старите суфистки ордени. Представлява адаптирана за теке жилищна сграда с приземие и етаж от края на XVIII – началото на XIX век. Разположена е улица „Йордан Зафировски“ № 5 и е част от редица сгради. Входът е през голяма порта от улицата, към която са ориентирани и всички помещения. От входа през затворен прем се излиза в двора. Вляво и вдясно има помощни обекти, вероятно използвани за лятна кухня и склад. В двора на текето има изграден нов жилищен блок. Покривът е дървен с турски керемиди и изпъкнала стреха. В центъра има триъгълен фронтон с декоративно изпълнен надпис на арабски език. Прозорците на етажа са групирани по три в редица, което допринася за пластичността на фасадата. Рамките им са с профилирани барокови форми в горната част. На ъглите и между етажите има обшивка, изпълнена със синя боя. Приземието и етажът са с асиметрично решена основа. В центъра на приземието има затворен трем. Вляво се влиза в кухня – мутвак, а вдясно преди дървените стълби към етажа е халветът, служещ за дневна. Тези помещения са използвани за жилищни, а тези на етажа – за теке. Стълбите водят на чардака, който е централен за етажа. От него вляво и вдясно се влиза в гостна – мусафирхана, изала за обреди – семахана. В семаханата има декоративно обработена нища на югоизточната стена. На релефно моделираните ръбове стоят два тънки стълба с капители, а полукръглата ниша в горната част оформя кубе, завършващо с месечина и звезда, боядисани в златно и зелено. Стаята има и необичаен таван, измазан и с оформен сляп купол в средата, от който вероятно е висяла лампа. В ъглите на тавана с дървени лайстни са оформени триъгълни елементи с трилистна декорация, а в средата звезда, боядисани в златно. Декоративно обработени са и таваните в гостната и на чардака. В стените в стаите има вградени долапи с декоративно обработени врати.